# Santa Eugènia de la Riba (el Soler)

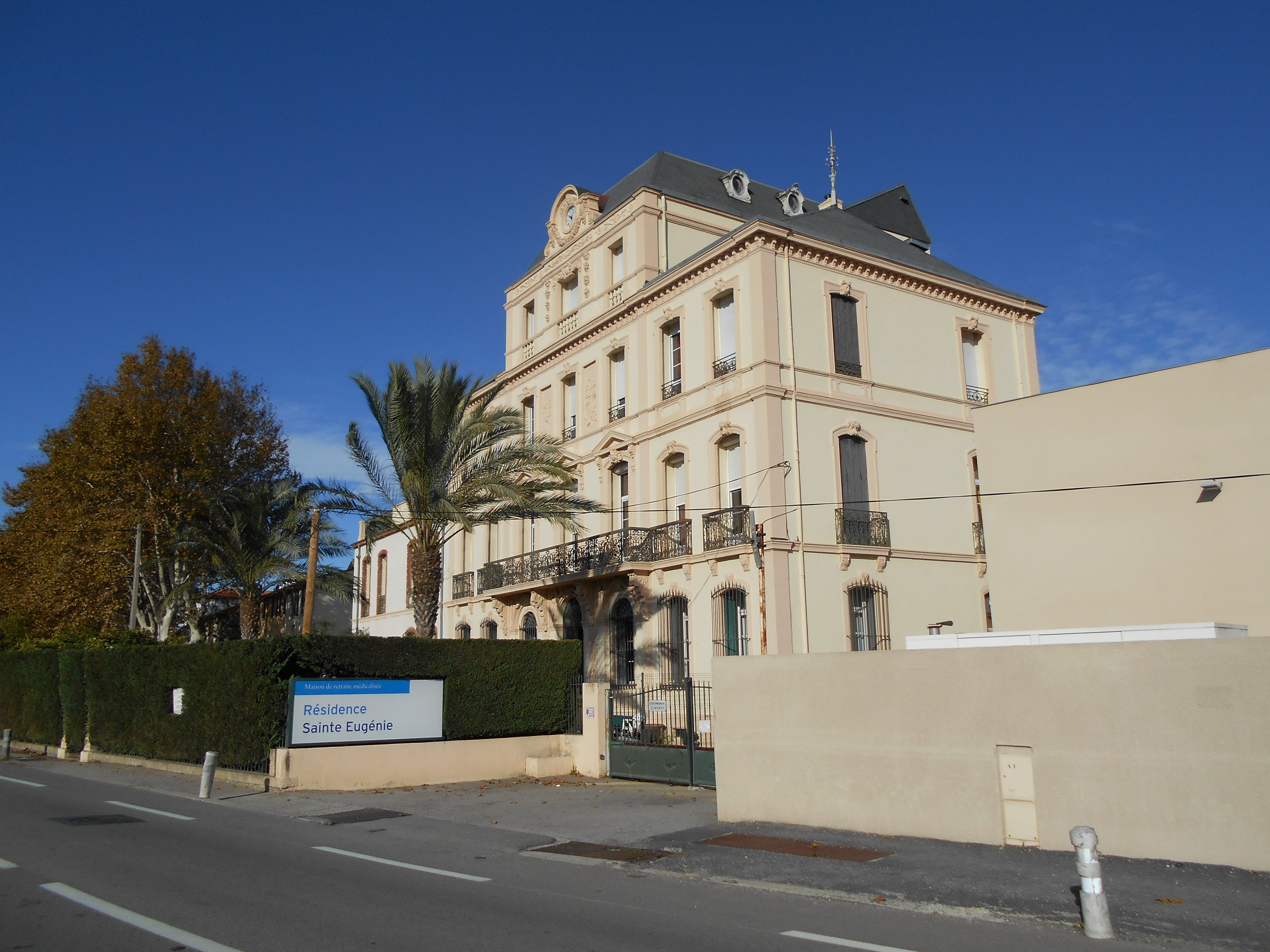
La residència per a la gent gran

Santa Eugènia de la Riba, sovint anomenat, simplement, Santa Eugènia, és un poble del terme comunal del Soler, a la comarca del Rosselló, de la Catalunya del Nord.
Està situat en el sector nord-est del terme comunal al qual pertany, a cosa de dos quilòmetres a l'est del poble del Soler.
En l'actualitat (2016) el poble roman quasi del tot absorbit per la zona industrial i de serveis de llevant del Soler. En el poble hi ha un casal per a la gent gran.